# Ніка Туркович
Ніка Туркович (хорв. Nika Turković; нар.. 7 червня 1995 року в Загребі) — хорватська співачка, авторка пісень. Представляла свою країну на другому «Дитячому Євробаченні» в Ліллехаммері в 2004 році з піснею «Hej mali» («Гей, малюк») і зайняла там 3-є місце, поступившись Марії Ізабель з Іспанії (з піснею «Antes muerta que sencilla») і представниці Великої Британії.

## Життєпис
Музична кар'єра Ніки Туркович почалася дуже рано. Вже в 6 років вона виступала на телевізійному «Турбо Лимач Шоу».
У 9 років Ніка перемогла у хорватському національному відборі на "Дитячому Євробаченні — 2004, де зі своєю піснею «Hej mali» («Гей, малюк») посіла 3-є місце, поступившись Марії Ізабель з Іспанії (з піснею «Antes muerta que sencilla») і представниці Великої Британії.
Після «Дитячого Євробачення» продовжила музичну кар'єру.
У 2006 року випустила перший альбом, що має назву «Alien» (лейбл Epic Records).
У 2006—2009 роках виступала на багатьох концертах на батьківщині і за кордоном.
У 2009 році вирішила зосередитися на навчанні і роботі в студії, тому переїхала до Лондона, де навчалася написання пісень в Інституті сучасного музичного мистецтва. Там теж виступала в клубах та набиралася досвіду, співпрацюючи з різними музикантами.
У 2016 рік почала виступати під псевдонімом Nika Syva і приїхала до Загреба, щоб 7 вересня дати свій перший концерт після закінчення інституту. В програмі концерту були в основному пісні власного авторства, але також і кавери на сучасні пісні у жанрі поп.

## Дискографія

### Альбоми
- Alien (2006, Hit Records)[4]

### Сингли
- «Show You Love» (Prohibited feat. Nika Turković) (12 апрела 2018, Aquarius Records)[6]